# COPS4
COPS4‏ (COP9 signalosome subunit 4) هوَ بروتين يُشَفر بواسطة جين COPS4 في الإنسان.